# Гитциг, Юлиус Эдуард
Юлиус Эдуард Гитциг (нем. Julius Eduard Hitzig; урожд. Исаак Элиас Итциг (Isaac Elias Itzig); 26 марта 1780, Берлин — 26 ноября 1849, Берлин) — немецкий юрист, издатель и писатель

.

## Биография
Гитциг происходил из еврейской семьи, приближённой к прусскому двору. Даниэль Итциг, дед Юлиуса Эдуарда по отцу, — поставщик прусского двора и известный банкир. В семье родителей Юлиуса Элиаса Даниэля и Марианны Лефман родилось не менее восьми детей. Сестра Юлиуса Генриетта Марианна вышла замуж за известного механика Натана Мендельсона, сына Мозеса Мендельсона. Сестра Каролина Гитциг была замужем за физиком Паулем Эрманом. Сестра Элиза Аделаида являлась супругой генерала Франца Августа Этцеля.
Эдуард Гитциг изучал юриспруденцию в Галле и Эрлангене. В 1799 году перешёл в христианство и сменил имя. Прошёл стажировку в Камеральном суде, служил правительственным советником в Варшаве. В 1807 году был уволен с юридической службы после свержения прусского правительства и оккупации Варшавы. Гитциг переехал в Берлин, обучился книжному делу и основал издательство. В 1814 году Гитциг вернулся на государственную службу, с которой ушёл в отставку в 1835 году. Основывал специализированные издания по уголовному праву, участвовал в работе литературных обществ, написал биографические труды о Захариасе Вернере, Адельберте Шамиссо и Э. Т. А. Гофмане. С 1842 года вместе с Виллибальдом Алексисом издавал Neue Pitaval, где к 1890 году было опубликовано около 600 случаев судебной практики по уголовным делам.
Похоронен на Доротеенштадтском кладбище в Берлине рядом с сыном Фридрихом Гитцигом.

## Семья
В 1804 году Юлиус Гитциг женился на Иоганне Бартенштейн, разведённой Мейер, дочери торговца Нафтали Барнета Бартенштейна. В браке родились четыре дочери и сын, у них также воспитывались приёмные дочери.
Дети:
- Флорена (1805—1808)
- Евгения (1807—1843), замужем за генерал-лейтенантом Иоганном Якобом Бейером
- Мария (1809—1822)
- Фридрих (1811—1881), архитектор, женат на Франциске Рейс
- Клара (1812—1873), замужем за историком Францем Куглером
- Дорис Мниох (приёмная дочь) (1797—1848), замужем за литератором Фридрихом Вильгельмом Нейманом
- Антония Пяст (приёмная дочь) (1800—1837), замужем за Адельбертом Шамиссо.

## Сочинения
- Lebens-Abriss Friedrich Ludwig Zacharias Werners. Berlin 1823.
- Aus Hoffmanns Leben und Nachlass. 2 Tle. Berlin 1823.
- Das Königl. Preußische Gesetz vom 11. Juni 1837 zum Schutz des Eigenthums an Werken der Wissenschaft und Kunst gegen Nachdruck und Nachbildung. Berlin 1838.
- Über belletristische Schriftstellerei als Lebensberuf. Ein Wort der Warnung für Jung und Alt. Berlin 1838.
- Leben und Briefe von Adelbert von Chamisso. Leipzig 1839.
- Anleitung zur Abfassung einer Relation aus Kriminalakten. Zum Besten der Justizoffizianten-Witwenkasse. Berlin 1843.
- Verzeichniss im Jahre 1825 in Berlin lebender Schriftsteller und ihrer Werke,